# ساری‌قشلاق (زنگلان)
ساری‌قشلاق (به لاتین: Sarıqışlaq) یک منطقهٔ مسکونی در جمهوری آذربایجان است که در شهرستان زنگلان واقع شده‌است.